# Netherlands Information Bureau
Das Netherlands Information Bureau (niederländisch: Nederlands Informatiebureau, abgekürzt N.I.B.) war ein im Juni 1941 von der niederländischen Exilregierung (London) eingerichtetes Büro, das die US-Regierung und die US-Presse über die Niederlande informieren sollte. Zweck des Büros war die so genannte „öffentliche Diplomatie“.
Das N.I.B. war im New Yorker Rockefeller Center untergebracht, verfügte über eine Presseabteilung, veranstaltete als Free Dutch Broadcasting Company Radiosendungen, produzierte Dokumentarfilme, besaß eine Ausstellungshalle und hatte eine eigene Abteilung für indonesische Angelegenheiten. Außerdem vertrieb es gleichgesinnte Zeitschriften, darunter The Knickerbocker Weekly, die offiziell keine Publikation des N.I.B. war. Das Büro eröffnete Büros in San Francisco, Boston, Washington D.C. und Holland (Michigan). Anfangs erfüllte das N.I.B. seinen Auftrag, indem es die Niederlande als kleines, aber tapferes Opfer der Naziherrschaft darstellte. Später zeichnete sie das Bild eines zwar nicht sehr großen, aber dennoch interessanten Wirtschaftspartners und einer einflussreichen Kolonialmacht. Der angepriesene Status einer einflussreichen Kolonialmacht fand mit der Unabhängigkeit Indonesiens ein Ende.
Im Jahr 1951 wurde der Name in Niederländischer Informationsdienst geändert. J.L. Heldring, der spätere Kolumnist und Chefredakteur des NRC Handelsblad, arbeitete von 1949 bis 1953 bei dieser Agentur, ab 1951 als Direktor. Im Jahr 1974 wurde die Organisation aufgelöst.
Bei der Oscarverleihung 1943 erhielt das N.I.B. eine Nominierung für den Dokumentarfilm High Stakes in the East.